# 特奈诺 (华盛顿州)
特奈诺（英文：Tenino），是美国华盛顿州瑟斯顿县下属的一座城市。根据 2000年美国人口普查，该市有人口1,447人。根据2010年美国人口普查，该市有人口1,695人。而2011年估计该市有1,724人。